# Revolução sem Sangue
Revolução sem Sangue é um filme português de 2024 dirigido por Rui Pedro Sousa. O filme, longa-metragem de estreia do realizador, foi lançado em 11 de abril de 2024, em Portugal perto do cinquentenário da Revolução dos Cravos, que retrata. Apesar dessa revolução ser amplamente considerada "sem derrame de sangue", o filme concentra-se em quatro pessoas que foram mortas durante os eventos. É por isso que o título, depois de aparecer como Revolução sem Sangue nos créditos iniciais, é estilizado como Revolução sem Sangue nos créditos finais (que é representado como Revolução (sem) Sangue em alguns meios de comunicação).
O filme é baseado em acontecimentos reais ocorridos de 23 a 26 de abril de 1974, em Lisboa.
Estreou em galego na Televisión de Galicia na noite de 24 de abril. Também foi disponibilizada nessa noite na plataforma digital AGalega, apenas por 24 horas.

## Sinopse
João Arruda é um estudante açoriano da Universidade de Lisboa e interessa-se pelo marxismo e pela filosofia política. Fernando Giesteira trabalha como bartender, na esperança de estudar mais tarde. Fernando Reis é um soldado que regressa a Lisboa por alguns dias. O percurso dos três jovens, na esperança de mais liberdade no país, leva-os à frente da sede da PIDE, em Lisboa, no dia 25 de Abril de 1974. Lá, António Lage trabalha como funcionário público, mas os seus escrúpulos tornam-se insuportáveis quando presencia uma jovem (Inês) a ser torturada e decide abandonar o cargo. Enquanto a rádio noticia que está a acontecer na cidade um crescente ajuntamento de população apoiada pelo exército, o diretor da PIDE decide mandar queimar documentos comprometedores e deixar que Inês seja libertada pela manhã. Mas à noite ela volta no meio da multidão, acompanhada pela sua filha pequena, para se juntar às manifestações e gritar a sua raiva diante da sede da PIDE. Das janelas do edifício, a PIDE começa a disparar sobre a multidão. Inês é atingida por uma bala mas Fernando Reis consegue arrastá-la inconsciente para fora do alcance dos atiradores. João Arruda e Fernando Giesteira são baleados, enquanto Fernando Reis é baleado acidentalmente por outro soldado ao tentar apanhar Lage, que se tinha rendido mas também é baleado enquanto fugia. Todos os quatro homens morrem; o destino de Inês não é claro.

## Elenco
- Lucas Dutra como Fernando Giesteira
- Rafael Paes como João Arruda
- Diogo Fernandes como Fernando Reis
- Manuel Nabais como António Lage
- Teresa Vieira como Inês
- Helena Caldeira como Rita, namorada de Fernando Giesteira
- São José Correia

## Produção
O filme foi rodado em locações em Lisboa. Foi produzido com a ajuda de familiares das vítimas.

## Recepção
O Público achou o filme sincero e tão surpreendente nos seus aspetos bons como nos seus aspetos maus, mas deu-lhe 2/5 estrelas. Outra crítica elogiou as intenções do filme e apelou a que seja visto.

### Box office
Revolução (sem) Sangue arrecadou mais de 100 000€ e foi visto por mais de 20 000 pessoas em Portugal, tornando-se no quarto filme português mais visto de 2024.